# Eperjesi János
Eperjesi János (15. század – 16. század) asztrológus és matematikus

## Élete
1500-ból és 1514-ből maradt fenn emlékezete: Krauss Balázs 1500. február 25-én Brassóból Celteshez intézett levelében mint asztrológust és matematikust említi, és nevét Emperiesnek irja. A Tabulae Ecclypsium Magistri Peurbachii. Tabula prima nobilis Joannis de Monte Regio („Georg von Peuerbach mester táblázatai a nap- és holdfogyatkozásokhoz. Regiomontanus első táblázata” Bécs, 1514) című munka előszavában is van említés róla: Potissimum hoc aureo saeculo, quo et versis literis scribere usu inolevit (értve ezalatt a könyvnyomtatást), coepit et Mathematicorum multitudo per universam pene Germaniam increbrescere. Claruerunt Viennae praenominato cum doctore Theologiae Joanne Phortzn, Magistro Kupfersperger, Joanne Epperies, Joanne Dorn monacho predicatore stb. („Ebben az aranykorban, amikor a betűvetés gyakorlata oly igen gyarapodóban van, az egész Germániában nagyon megnövekedett a matematikával foglalkozók száma. Bécsben jeleskedik az említett Joannes Phortzn teológiai doktor, Kupfersperger mester, Eperjes János, Joannes Dorn szerzetesbarát…”)
Eszerint Eperjesi mint a mennyiségtudomány s talán egyszersmind a csillagászat avatottja, több szaktársai közt azon időben jó hírben állott Bécsben.